# X-Kaliber 2097
X-Kaliber 2097, lançado como Sword Maniac (ソードマニアック) no Japão, é um jogo de ação feito para o Super NES publicado pela Toshiba EMI no Japão e pela Activision na América do Norte e na Europa. O jogo tem como ambiente um futuro quase anarquista do ano de 2097, no qual a economia mundial foi devastada, governos foram ao colapso, e o crime organizado ganhou forte influência.
A trilha sonora do jogo (exceto a da versão japonesa) foi criada pelo grupo musical de eletrônica/industrial dos anos 90s, Psykosonik. A trilha do game se tornou parte central do marketing do jogo, tendo também sua própria seção no manual do game.